# Offene C-Stimmung
Die Offene C-Stimmung ist eine Skordatur der Gitarre. Die Saiten des Instruments sind dabei so gestimmt, dass beim Anschlagen der leeren Saiten ein C-Dur Akkord erklingt.

## Das Stimmen
Ausgehend von der Normalstimmung (E – A – d – g – h – e1) erhält man die offene C-Stimmung (C – G – c – g – c1 – e1) wie folgt:
- Die sechste Saite (Bass-Saite) wird zwei Ganztöne tiefer auf C gestimmt.
- Die fünfte Saite wird einen Ganzton tiefer auf G gestimmt.
- Die vierte Saite wird einen Ganzton tiefer auf c gestimmt.
- Die dritte Saite bleibt unverändert auf g.
- Die zweite Saite wird einen Halbton höher auf c1 gestimmt.
- Die erste Saite bleibt unverändert auf e1

## Grifftabelle
Durch Abgreifen aller Saiten mit Hilfe eines Fingers (vollständiger Barreegriff oder Quergriff) erhält man die weiteren Dur-Akkorde der chromatischen Tonleiter – auf dem 1. Bund Cis-Dur (Des-Dur), auf dem 2. Bund D-Dur bis man auf dem 12. Bund wieder C-Dur erreicht.
Nachfolgend eine Grifftabelle gängiger Akkorde, wobei sich durch Kombination noch weitere ergeben, die hier aus Platzgründen nicht abgebildet sind. Die Ziffern bezeichnen die Bünde der zu greifenden Saiten, beginnend mit der Bass-Saite. Mit x bezeichnete Saiten werden nicht angeschlagen.
| C  | 000000     | 000543 |           |        |
| Cm | 000033     | 003033 | 003003    | 300003 |
| C7 | 000300     | 030000 | 000343    |        |
| D  | 222222     |        |           |        |
| Dm | 222255     | 575755 | xx2221    |        |
| D7 | 222522     | xx0765 |           |        |
| E  | 444444     |        |           |        |
| Em | 444477     | x04443 |           |        |
| E7 | 444744     |        |           |        |
| F  | 555555     | 020201 | xx0 10 98 |        |
| Fm | 555588     | 010101 | xx5554    |        |
| F7 | 555855     |        |           |        |
| G  | 777777     | 202023 |           |        |
| Gm | 7777 10 10 | x02323 | xx7776    |        |
| A  | 999999     | x21210 |           |        |
| Am | 9999 12 12 | 020200 |           |        |

## Offene C-Stimmung anderer Instrumente
Instrumente aus der Familie der Cistern werden ebenfalls häufig in offener C-Stimmung gestimmt. Hier sei auf den Artikel Offene Stimmungen bei Cistern verwiesen.